# Nicotinamid adenin dinucleotid
Nicotinamid adenin dinucleotid, viết tắt NAD+, là một coenzyme có trong tất cả các tế bào sống. Đây là một chất có lực khử mạnh, tham gia các phản ứng oxy hóa khử trong tế bào. Chất này được sinh ra ở giai đoạn đường phân hoặc pha sáng của quang hợp. Vì vậy chúng có thể tham gia chuỗi truyền điện tử tại màng trong ti thể hoặc tham gia khử axit phosphoglyceric thành aldehyd phosphoglyceric....
FADH2 cũng là một chất tương tự.
Trong sự trao đổi chất, NAD+ tham gia trong các phản ứng oxy hóa khử, mang điện tử từ một phản ứng khác.

## Tính chất hóa học và vật lý
Bản chất của NAD+ là một chất oxy hóa (chất bị khử), tức là một chất nhận electron, điều này có thể được thể hiện rõ qua sự chuyển hóa giữa NAD+ và NADH và ngược lại; như 2 phương trình dưới đây:
NADH + H+ + 1/2O2 -> NAD+ + H2O 
NAD+ +2e + H+ -> NADH